# Еден (стадіон)
Стадіон «Еден» (чеськ. Stadion Eden), офіційна назва Стадіон доктора Вацлава Вацка (чеськ. Stadion Dr. Václava Vacka) — багатофункціональний стадіон у Празі, що існував з 1953 по 2003 рік. Був домашнім стадіоном «Славії» і був замінений на «Еден Арену», відкриту у 2008 році, що розміщується на його місці. Початкова місткість стадіону становила 38 000 глядачів, в основному стоячі тераси.

## Історія
На початку 1950-х років «Славія» була змушена покинути стадіон на Летні і новий стадіон був побудований в район Вршовице. Його місткість була близько 38 000 (в основному стоячі місця). Дерев'яна Західна (головна) трибуна була взята зі старого стадіону у Летні, інші трибуни були зроблені з бетону. Перший матч на цьому стадіоні відбувся 27 вересня 1953 року, «Славія» зіграла внічию 1:1 проти команди «Криждла власті Оломоуц». Йозеф Біцан забив переший гол господарів на новій арені.
У 1970-х роках стало очевидно, що стадіон не забезпечує достатній комфорт для відвідувачів і почалось планування будівництва нового стадіону на цьому ж місці. Однак, при комуністичному режимі, планування йшло досить повільно. Кілька проектів були виконані, і будівництво, нарешті, почалось в 1990 році. У 1989 році «Славія» тимчасово переїхала сусідній стадіон «Долічек» і Східну трибуни знесли. Однак повалення комуністичного режиму в 1989 році затримало будівництво. У той же час, «Славія» переїхав на стадіон Евжена Рошицького.
На початку 1990-х років «Славія» повернулася на Едена. Тимчасова трибуна була побудована на місці колишньої Східної трибуни, але було ясно, що арена є застарілою і «Славії» потрібен новий стадіон. У 2000 році стадіон не отримав права приймати матчі чемпіонату Чехії.
У грудні 2003 року, старий стадіон «Еден» був знесений. У 2006 році на його місці почалося будівництво нового стадіону, який відкрився в травні 2008 року, як Еден Арена.